# Maurice Debesse
Maurice Debesse (ur. 19 listopada 1903 w Firminy, zm. 18 lipca 1998 w Archamps) – francuski pedagog i psycholog. Profesor Uniwersytetu w Strasburgu i paryskiej Sorbony. Od 1973 roku był honorowym przewodniczącym Association Mondiale des Sciences de l'Éducation – Światowego Towarzystwa Nauk o Wychowaniu. 

## Zainteresowania naukowe
W pracy pedagogicznej Maurice Debesse zajmował się problematyką dostosowania wychowania do poszczególnych etapów rozwoju uczniów oraz do poszanowania struktur wewnętrznych tych etapów. Kładł nacisk na psychologię uważając, że każdy uczeń powinien mieć zapewnioną opiekę psychologiczną. Na bazie podstawowego zagadnienia Debesse prowadził m.in. badania nad procesem wychowania w okresie dojrzewania oraz kryzysem tożsamości, a także analizował obowiązki i ograniczenia systemu edukacji.
Jego profil znalazł się w publikacji Thinkers on Education – 100 słynnych pedagogów (w tym m.in. filozofów, mężów stanu, polityków, dziennikarzy, psychologów, poetów), którzy mieli wpływ na myśl edukacyjną na świecie, wydanej pod patronatem UNESCO.

## Ważniejsze prace
- La crise d'originalité juvenilé (1937),
- L'adolescence (1937),
- Comment étudier les adolescents (1937)
- Les étapes de l’éducation (1952, wydanie polskie Etapy wychowania 1983),
- Les méthodes pédagogiques (1955)
- La psychologie de l’enfant de la naissance à l’adolescence (1956) (wydanie polskie Psychologia dziecka)
- Traité des sciences pédagogiques (z G. Mialaretem, t. 1-8, 1967–1978, wydanie polskie Rozprawy o wychowaniu, t. 1-2, 1988)[1]